# Арвазь
Арвазь (удм. Ӧровозь) — река в России, протекает по Кизнерскому району Удмуртской Республики. Правый приток реки Ишек, бассейн Камы.

## География
Арвазь начинается на плато севернее долины Умяка и течёт на юг. По правому берегу деревни Новотроицкое, Ильинский и село Васильево. Впадает в Ишек в деревне Аравазь-Пельга в 7,1 км от устья последнего. Длина реки составляет 11 км.

## Данные водного реестра
По данным государственного водного реестра России относится к Камскому бассейновому округу, водохозяйственный участок реки — Вятка от города Вятские Поляны и до устья, речной подбассейн реки — Вятка. Речной бассейн реки — Кама.
Код объекта в государственном водном реестре — 10010300612111100040578.